# Sull'onda del respiro
Sull'onda del respiro è una silloge poetica di Grażyna Miller. La prima stampa  - dicembre 2000, da Edizioni dell'Oleandro.  
La raccolta delle poesie  di ottanta pagine è suddivisa in quattro sezioni:
1. Esiste un posto
2. Vedraì, vedraì
3. Una semplice verità
4. Acquarelli